# ヴァン・マーネン星
ヴァン・マーネン星（-せい）（ファン・マーネン星、Van Maanen's star）は、太陽系から見てうお座の方向約14.07 光年の距離にある白色矮星。連星系に属さない単独の白色矮星としては太陽系に最も近いところにある。

## 概略
1917年にオランダ生まれのアメリカの天文学者アドリアン・ヴァン・マーネンにより発見された。エリダヌス座ο2星BとシリウスBに次いで3番目に発見された白色矮星である。
ヴァン・マーネン星は白色矮星としては比較的低温で、スペクトル型は太陽に近い。またスペクトル中に水素やヘリウムの吸収線が見られず、かなり古い星（100億歳かそれ以上）であると考えられている。質量は太陽の7割ほど と推定されるが直径は地球の1.4倍程度であり、1 cm3あたりの密度は約470 kgに達する。太陽系からは遠ざかる方向に進んでいる。